# Shuffle Along
Shuffle Along steht als eines der ersten erfolgreichen „all-black-musical“ am Broadway am Anfang einer Epoche afroamerikanischer Emanzipation im Bereich der bildenden Künste und des Kulturbetriebs, die Harlem Renaissance genannt wird.
Shuffle Along wurde am 23. Mai 1921 in der 63rd Street Music Hall, New York uraufgeführt und erreichte 484 Vorstellungen. In jener Theatersaison war nur das Jerome-Kern-Musical Sally erfolgreicher.

Die Show wurde ausschließlich von Afroamerikanern geschrieben, geleitet und bespielt (die Produzenten John und Harry Cort waren weiß), zudem war es dem schwarzen Publikum erlaubt, im Parkett zu sitzen, anstatt wie bisher auf den Rängen.

Die Musik komponierte Eubie Blake, die Gesangstexte schrieb Noble Sissle, das Buch Flournoy E. Miller und Aubrey L. Lyles.

Viele später bekannte afroamerikanische Künstler waren – entweder am Broadway oder bei den „post-Broadway“-Touren – unter den Darstellern: Josephine Baker, Paul Robeson, Florence Mills, Adelaide Hall, Gertrude Saunders, Fredi Washington, Elida Webb, Caterina Jarboro.

## Zum Stück
Das Buch basiert auf von Miller und Lyles in den Vaudeville-Sketchen The Mayor of Dixie und The Mayor of Jimtown gespielten Charakteren Steve Jenkins und Sam Peck: Die beiden betreiben zusammen ein Lebensmittelgeschäft und sind Kontrahenten in einem Bürgermeisterschaftswahlkampf im amerikanischen Süden. Sie versprechen einander im Falle der Wahl den anderen als Polizeichef einzusetzen; dritter, aussichtsloser Bewerber um das Amt ist Harry Walton.

Die burleske Handlung – es kommt zu Betrug und gegenseitigem Misstrauen, einer Liebesgeschichte, einer Schlägerei und dem Triumph der Gerechtigkeit, dem Sieg Harrys – verbindet die verschiedenen Tanz- und Gesangsnummern.
Das Musical brachte traditionelle schwarze und frühe Formen der Jazz-Musik, wie Blues, Boogie-Woogie und Ragtime an den Broadway und damit einem weißen Publikum nahe. Jazztanz und Stepptanz, insbesondere die Mädchen-Chorus-line sorgten für Aufregung und dienten als Vorbild für weiße Choreografen. Produzenten wie Florenz Ziegfeld und George White stellten Shuffle Along-Chorus-Tänzerinnen ein, um weiße Tänzerinnen zu unterrichten.
Dem vorherrschenden Klischee folgend, sprachen die dargestellten Charaktere gebrochen Englisch und hatten eine Vorliebe für Diebstahl, Betrug und Ärger mit dem Gesetz. Die beiden Helden des Stückes trugen, wie in Minstrel-Shows, schwarzes Makeup – wogegen die Chorus-Girls hellhäutiger waren. Allerdings wurde durch die Darstellung einer schwarzen Liebesgeschichte auch ein Tabu gebrochen.
Der Erfolg von Shuffle Along öffnete die Tür für weitere afroamerikanische Shows am Broadway: 1922 Plantation Revue von J. Russel Robinson und Roy Turk, Strut, Miss Lizzie von J. Turner Layton und Henry Creamer, Liza von Maceo Pinkard; 1923 How Come? von Ben Harris, Go-Go von Luckey Roberts und Alexander Rogers; oder in Broadway-Nähe: 1921 Put and Take von Spencer Williams, Perry Bradford und James Tim Brymn; 1922 Oh, Joy! von Salem Tutt Whitney und J. Homer Tutt.

Miller und Lyles brachten 1923 Runnin’ Wild mit der Musik von James P. Johnson und produziert von George White heraus; Blake und Sissle brachten 1923 die Musicals Elsie und 1924 The Chocolate Dandies heraus.

## Bekannte Musiknummern
- I’m Just Wild About Harry
- Shuffle Along
- Love Will Find A Way
- Bandana Days
- In Honeysuckle Time
- Gypsy Blues

## Sonstiges
Der Song „I’m Just Wild About Harry“ wurde 1948 im Präsidentschafts-Wahlkampf Harry S. Trumans verwendet.